# Adansonia: recueil périodique d'observations botaniques
Adansonia: recueil périodique d'observations botanique (abreviado Adansonia, n.s.) fue una revista ilustrada con descripciones botánicas que fue editada por el Museo Nacional de Historia Natural de Francia desde el año 1961 al 1981, publicándose 20 números. Fue sucedida por Adansonia, série 3